# Варандян, Микаэл Артемьевич
Микаэл Артемьевич Варандян при рождении Микаэл Оганесян (арм. Միքայել Վարանդյան, 1870 — 27 апреля 1934) — историк, журналист, один из основных идеологов партии «Дашнакцутюн», член Всероссийского учредительного собрания.

## Биография
По происхождению из крестьян. Родился в селе Кятук (ныне Аггядик) (Шушинский уезд Елисаветпольской губернии) в исторической области Варанда в Карабахе. Позднее взял себе псевдоним Варандян по её названию. Выпускник Шушинского реального училища. Затем окончил Тифлисскую учительскую семинарию. Начал писать в возрасте 18 лет. Его эссе были опубликованы в журналах «Mourj» (Молот) и «Meshag» (Мотыга) и были подписаны псевдонимом Эго. Служил учителем семинарии в Тифлисе.
С помощью одного из своих тифлисских родственников продолжил обучение, поступив в Женевский университет. Слушал лекции Берлинском и Парижском университетах. Учась в Германии, познакомился с социалистическими идеями и попал под влиянием некоторых своих профессоров, симпатизирующих социализму.
В 1887 году, будучи студентом в Женеве, стал одним из основателей партии «Гнчак». А три года спустя, после возникновения в 1890 году партии «Дашнакцутюн», Варандян установил тесную связь с её руководящим звеном. В 1892 году познакомился и начал сотрудничать с членами социал-демократического движения Ростомом, Х. Микаэляном, Г. Давтяном. Начал работать (по некоторым сведениям с 1898 года) вместе с Эдгаром Агнуни, Саркисом Минасяном и Аветисом Агароняном в редакции газеты «Дрошак» (Знамя), официального органа Дашнакцутюн. Варандьян писал редакционные статьи, набирал чужие статьи. В 1897 году окончил Женевский университет.
В 1904 году на четвертом Всемирном конгрессе[чего?] избран членом Западного бюро «Дашнакцутюн» в Женеве. Варандян отвечал за связи «Дашнакцутюн» с прессой. Благодаря его усилиям «Дашнакцутюн» стал членом во II Интернационале. С 1907 года представитель Дашнакцутюн во II Интернационале. Был знаком и переписывался с Жаном Жоресом, Карлом Каутским, Августом Бебелем.

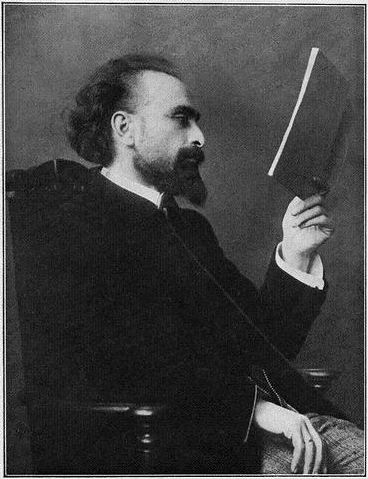
Микаэл Варандян, идеолог «Дашнакцутюна».

Оказал значительную помощь изданию газеты «Про Армениа», ведущей в Европе пропаганду в пользу решения Армянского вопроса. Варандян был глубоко потрясён геноцидом, совершенным отоманско-турецкими властями. В результате он уехал из Женевы в Тифлис, где вскоре стал редактором газеты «Горизонт», работал также в редакции «Вперёд». Позже он вернулся в Европу и работал в Армянской национальной ассамблее Погуса Нубара вплоть до независимости Армении.
В 1915 году Варандян предложил от имени Западного Бюро «Дашнакцутюн» российскому, британскому и французскому послам создать крупное армянское волонтерское соединение. Он предлагал, что это воинское соединение прошло подготовку на Кипре, чтобы затем действовать против отоманских вооружённых сил в Киликии. Несмотря на поддержку российской и британской сторон, французы отказались одобрить это предложение. В результате предлагаемая воинская часть так и не была сформирована.
В ноябре 1917 года избран в Учредительное Собрание по Закавказскому избирательному округу по списку № 4 (партия «Дашнакцутюн»).
Избран членом Парламента Армении (1918—1920). Назначен на пост посла Армении в Риме.
Был разочарован тем, что большевики неправильно понимают социализм. После прихода советской власти в Армению в эмиграции, представлял «Дашнакцутюн» в Социалистическом рабочем интернационале.
К 1924 году он постепенно начал отстраняться от политики. Тем не менее, находясь в тяжёлом психологическом состоянии, он продолжал писать. Его душевное состояние существенно ухудшилось после того, как его близкий друг, Аветис Агаронян, перенёс на глазах у Варданяна инсульт во время чтения лекции. Вскоре после этого, 22 апреля 1934 года, Варандян скончался.

## Сочинения

### На русском языке
- «Раффи» (Я. Мелик-Якобян, 1938)
- «Дашнакцуцюн и его конкуренты» (1906)
- «Понятие Отечества» (1904)
- «Возрождающаяся Родина и наша роль» (1910)
- «Предыстория армянского движения», т. 12, 1912 1913
- «Партия Дашнакцутюн и ее противники», 1906
- «История партии Дашнакцутюн», т. 12, 1932, 1950 и др.

### На армянском языке
- «История Дашнакцутюн» (на армянском языке). Ереван: изд-во ЕГУ, 1992
- «Предыстория армянских движений»,
- «Пробуждение Родины»
- «Наше Правило»,
- «Дашнакцутюн и его противники»,
- «Семён Заварьян и история Армянской революционной федерации»

### На французском языке
- L’Armenie et la question armenienne. Ed. [Editeur inconnu], 1917 (фр.) (Армения и Армянский вопрос)
- Le Conflit armeno-georgien et la guerre du Caucase Ed. [Editeur inconnu], 1919 (фр.)
- «Армяно-грузинский конфликт и Кавказская война» (на фр.)